# Geneviève Bilodeau
Geneviève Bilodeau, née le 9 avril 1969, est une actrice, chanteuse, et auteure-compositrice-interprète québécoise.

## Filmographie

### Cinéma
- 2000 : Un petit vent de panique[2] de Pierre Greco: Alex
- 2001 : Crème glacée, chocolat et autres consolations[3],[4] de Julie Hivon: Ambre
- 2011 : La Sacrée[5] de Dominic Desjardins : Angélique Corbière

### Télévision[6]
- 1994- 1995 : Graffiti : Sunny Tétreault
- 1999-2001: Rue l'Espérance : Isabelle Gélinas
- 2001: KM/H : Audrey
- 2001: La grande expédition : Jeanne-Mance
- 2003-2006: Virginie : Cinthia Boivin-Brassard
- 2009-2010: Le Club des doigts croisés : Nathalie
- 2015: 30 vies : Valérie
- 2013-2017: Mémoires vives : Arianne
- 2022-2023: Les moments parfaits : Camille Rivero

### Réalisation
- 2017: Québec profond[7],[8] (documentaire)

## Discographie

### Album
- 1998: Ciné-parc[9] (groupe Ann Victor) Productions Fakir
- 2005: Youpelaille![10] Disques Victoire
- 2006: Un canard à New-York Folle Avoine Productions, La Montagne Secrète

### EP
- 1996: Premier baiser (groupe Ann Victor)

### Participation
- 2011: J'ai un bouton sur le bout de la langue[11] La Montagne Secrète

### Productions
- 1998-2000: Tournée Ciné-parc[12] groupe Ann Victor
- 2006: Tournée Youpelaille![13]
- 2012-2015: Tournée Voix de poitrines[14],[15] groupe Le Brassières shop

## Prix et nominations
- 2015: Bourse de développement de Canal D[16] dans le cadre des RIDM pour Québec profond
- 2005: Sacré talent[17] Radio-Canada pour l’album Youpelaille !
- 1999: 3 nominations[18] ADISQ : meilleur groupe, révélation et meilleur script spectacle (groupe Ann Victor)
- 1997: Lauréat de ''L'Empire des futures stars''[19] (groupe Ann Victor)